# Krisz Ferenc
Krisz Ferenc (Barcs, 1846. november 18. – Budapest, 1886. november 5.) főreáliskolai tanár.

## Élete
Griesz Ferenc kötélgyártó és Dachs Anna fia. 1870. október 17-től a budapesti IV. kerületi községi főreáliskolában tanította a mértant és mértani rajzot. Elhunyt 1886. november 5-én a dr. Schwarzer-féle gyógyintézetben, örök nyugalomra helyezték 1886. november 7-én délután a római katolikus hitvallás szertartása szerint a krisztinavárosi (németvölgyi) temetőben.
Értekezést írt a budapesti IV. kerületi főreáliskola Értesítőjébe (1875, Kifejthető felületek kapcsolatban a maximális és minimális görbékkel).

## Munkái
- Szemléleti mértan a középiskolák alsóbb osztályai számára. Bpest, 1876. Két rész. (I. Síkalaktan. 164 szövegábrával és 10 kőnyom. táblával, 3. kiadás az új tanterv szerint újonnan átdolgozta Kiss E. János. 3. k. Uo. 1886. II. Téralaktan. 95 szövegábrával és 9 kőnyom. táb.).
- Ábrázoló mértan a reáliskolák felső oszt. számára. Ugyanott, 1877. Három kötet. (I. Derékszögű vetülettan I-IV. fejezet, a VI. oszt. számára, 19 szövegábr. és 10 táb., II. 1. rész Derékszögű vetülettan V-VII. fej., 2. és 3. rész. Árnyéktan és távlattan VIII-XIV. fej. a VII. és VIII. oszt. számára, 31 táblával).
- Szerkesztő síkmértan kapcsolatban a földmérés egyszerűbb tételeivel a középiskolák számára. Uo. 1878-79. Két rész. (I. Egyenes vonalú síkidomok. A reálisk. IV. oszt. sz., 38 szövegábrával és a 14 táblával; II. A görbe vonalak. A reáliskolák V. oszt. sz., 12 táblával).
- Elemi ábrázolástan. A reál- és polgári iskolák alsó oszt. számára, 31 szövegábrával és 12 táblával. Uo. 1879.